# نبرد گذرگاه آمانوس
نبرد گذرگاه امانوس در سال ۳۹ پیش از میلاد در گذرگاه سوری در کوهستان آمانوس پس از شکست اشکانیان در نبرد دروازه‌های کیلیکیه صورت گرفت. اشکانیان، پس از شکستهای اخیر خود توسط نیروهای پوبلیوس ونتیدیوس باسسوس، احساس خطر کردند، به فرمان یکی از بهترین ژنرالهای اشکانی، فارناپات، شروع به تمرکز نیروهای خود در شمال سوریه کردند.

## نبرد
فارناپات برای محافظت از دروازه‌های سوری، یک دستهٔ قدرتمند از سربازان اشکانی را فرستاد، که از یک گذرگاه باریک از بالای کوه امانوس محافظت می‌کنند. ونتیدیوس برای گرفتن این منطقه، یکی از مأمورین خود، پومپادیوس سیلو را با سواره نظام فرستاد، پومپدیوس خود را در شرایطی یافت که نیروهایش توسط فارناپات کاملاً محاصره شده‌اند و مجبور به درگیری با نیروهای فارناپات شد.پومپادیوس در این جنگ کشته شد .  جنگ به نفع اشکانیان پیش می‌رفت تا این که ونتیدیوس، که نگران وضعیت زیردستان خود بود، نیروهای خود را وارد این جنگ کرد. این حرکت، نتیجه نبرد را عوض کرد در نتیجه رومیان اشکانیان را شکست دادند. خود فارناپات نیز در جنگ کشته شد.

## عواقب بعدی
وقتی پاکور اول خبر این شکست را شنید، تصمیم به عقب‌نشینی گرفت، و به دنبال عقب‌نشینی نیروهای خود را فرات عقب کشید. ونتیدیوس مانع خروج اشکانیان نشد و در عوض تا اوایل سال ۳۸ پیش از میلاد. سوریه را برای جمهوری روم بازگرداند.